# Будинок офіцерів (футбольна команда, Луцьк)
Будинок офіцерів (також Гарнізонний будинок офіцерів, ГБО) — армійська футбольна команда з Луцька. Чемпіон Волинської області 1958 і 1959 років. Володар Кубка області 1957, 1958 і 1959 років.

## Історія
В обласних змаганнях дебютувала 1957 року як «команда міста Луцьк». Команда брала участь у чемпіонаті й Кубку УРСР 1957-1959 років. Півфіналіст Кубка УРСР 1958. Переможець зональних змагань чемпіонату УРСР 1959. Оскільки колектив брав участь у розіграшах Кубка УРСР 1957 і 1958 як представник Волині, ймовірно, в ці роки команда здобувала Кубок області. 1959 року Гарнізонний будинок офіцерів (ГБО) здобув Кубок Волинської області, перемігши у фіналі «Шахтар» (Нововолинськ) із рахунком 2:0. У фіналі Кубка області 1962 року ГБО поступився «Зеніту» (Володимир-Волинський) — 1:3.
У першості Волині 1964 року армійська команда під назвою «Зірка» фінішувала третьою.

## Досягнення
- Чемпіон Волинської області (2): 1958, 1959;
  - 3-є місце в чемпіонаті області (1): 1964;
- Володар Кубка Волинської області (3): 1957, 1958, 1959;
  - фіналіст Кубка області (1): 1962.